# Großkorbetha
Großkorbetha là một đô thị thuộc huyện Burgenland, bang Sachsen-Anhalt, Đức. Đô thị Großkorbetha có diện tích 12,68 km², dân số thời điểm ngày 31 tháng 12 năm 2006 là 2008 người.